# Daan Blij
Daan Blij (Rotterdam, 25 september 1993) is een Nederlands voetballer die doorgaans als aanvaller speelt.

## Clubcarrière
In 2012 vertrok Blij van de A1-jeugd van Feyenoord naar Excelsior. Hij tekende daar voor twee jaar. Tussen 2015 en januari 2022 kwam Blij uit voor Excelsior Maassluis. Hij wisselde naar SV TEC waar hij in december 2022 vertrok.

### Carrièrestatistieken
| Seizoen                       | Club            | Land            | Competitie      | Competitie | Competitie | Beker | Beker | Internationaal | Internationaal | Overig | Overig | Totaal | Totaal |
| Seizoen                       | Club            | Land            | Competitie      | Wed.       | Dlp.       | Wed.  | Dlp.  | Wed.           | Dlp.           | Wed.   | Dlp.   | Wed.   | Dlp.   |
| ----------------------------- | --------------- | --------------- | --------------- | ---------- | ---------- | ----- | ----- | -------------- | -------------- | ------ | ------ | ------ | ------ |
| 2012/13                       | Excelsior       | Nederland       | Eerste divisie  | 29         | 5          | 1     | 0     | 0              | 0              | 0      | 0      | 30     | 5      |
| 2013/14                       | Excelsior       | Nederland       | Eerste divisie  | 30         | 2          | 3     | 1     | 0              | 0              | 1      | 0      | 34     | 3      |
| 2014/15                       | Excelsior       | Nederland       | Eredivisie      | 0          | 0          | 0     | 0     | 0              | 0              | 0      | 0      | 0      | 0      |
| Carrière totaal               | Carrière totaal | Carrière totaal | Carrière totaal | 59         | 7          | 4     | 1     | 0              | 0              | 1      | 0      | 64     | 8      |
| Bijgewerkt op 9 november 2014 |                 |                 |                 |            |            |       |       |                |                |        |        |        |        |